# Hercostomus dayaoshaenensis
Hercostomus dayaoshaenensis är en tvåvingeart som beskrevs av Liao, Zhou och Yang 2007. Hercostomus dayaoshaenensis ingår i släktet Hercostomus och familjen styltflugor. Inga underarter finns listade i Catalogue of Life.